# Strana světla
Strana světla (arabsky حزب النور‎ – Hizb an-Núr, zkráceně an-Núr) je islamistická politická strana v Egyptě. Byla založena po egyptské revoluci v roce 2011 a jejím cílem je zavedení teokracii po vzoru wahhábismu provozovaného v Saúdské Arábii.
V egyptských parlamentních volbách v letech 2011-2012, kde kandidovala částečně v rámci aliance Islamistický blok, získala Strana světla přes sto mandátů v dolní komoře egyptského parlamentu, a je tak druhou nejsilnější stranou po Straně svobody a spravedlnosti. V horní komoře má 45 mandátů ze 180.